# 内维尔·马里纳

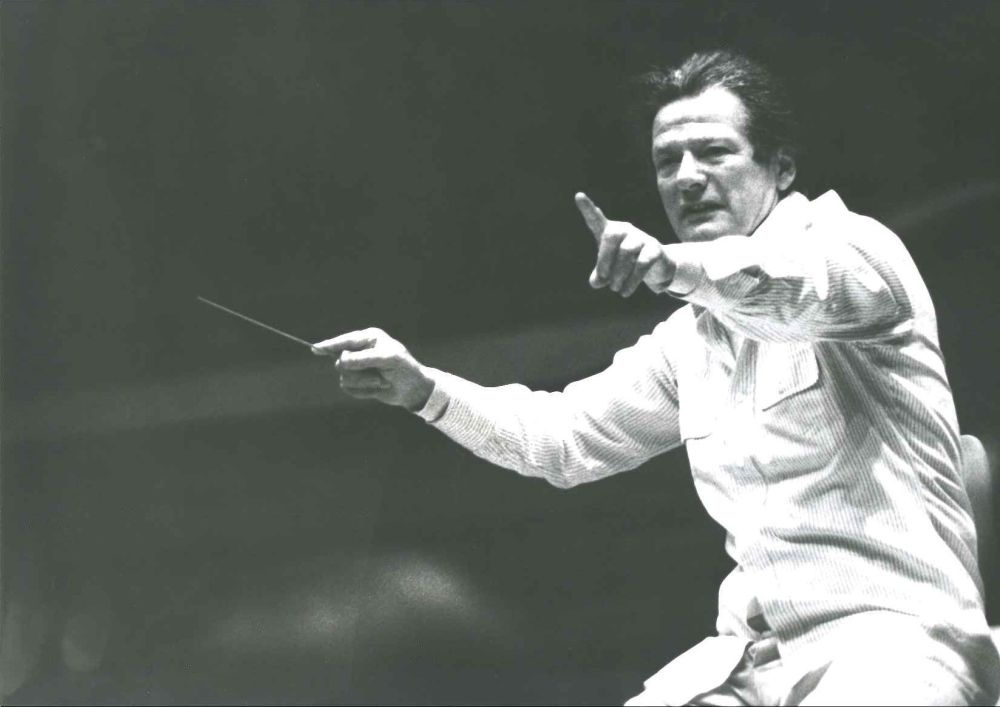
80年代的内维尔·马里纳

内维尔·马里纳爵士，CH，CBE（英語：Sir Neville Marriner，1924年4月15日—2016年10月2日），英国指挥家，小提琴家。

## 生平
马里纳生于英格兰林肯，13岁时他就已经在皇家音乐学院学习小提琴，后来到巴黎音乐学院求学。1950年到1959年成为皇家音乐学院小提琴教授。1959年创办举世闻名的圣马丁室内乐团，乐团的名字来源于伦敦圣马田教堂。马里纳与乐团合作录制了大量的唱片。1969年到1979年，他成为洛杉矶室内乐团指挥。
此外他还担任明尼苏达管弦乐团的音乐指导直至1986年。从1983年到1989年，他开始带领斯图加特广播交响乐团。1984年他指挥圣马丁室内乐团为电影《阿瑪迪斯》配乐。自1990年起马里纳作为自由指挥家来往于欧洲和美国各地。

## 獲獎與榮譽
馬里納於1979年獲英廷頒授CBE勳銜，1985年進一步獲爵士勳銜，2015年再獲名譽勳位。

## 錄音推薦
- . Legends. Decca Music Group Ltd. 2002. 470 262.

## 個人生活
马里纳是单簧管演奏家安德鲁·马里纳的父亲。

## 外部連結
- 内维尔·马里纳的Discogs页面（英文）